# Stanisław Pisarek
Stanisław Pisarek (ur. 24 marca 1929 w Pawłowicach, zm. 18 września 2009 tamże) — ksiądz katolicki, biblista, wykładowca akademicki, profesor Papieskiej Akademii Teologicznej w Krakowie.

## Życiorys
W latach 1960-1966 studiował na Katolickim Uniwersytecie Lubelskim, tam też w 1967 obronił doktorat. Wykładał grekę, egzegezę Nowego Testamentu i teologię biblijną w Wyższym Śląskim Seminarium Duchownym (zarówno w Krakowie, jak i w Katowicach), pełnił funkcję wicerektora tegoż seminarium. W 1985 uzyskał habilitację na Wydziale Teologicznym Papieskiej Akademii Teologicznej w Krakowie. Tamże w 1988 został docentem. Członek Polskiego Towarzystwa Teologicznego, Stowarzyszenia Biblistów Polskich, należał także do Międzynarodowego Stowarzyszenia Biblistów Studiorum Novi Testamenti Societas.
Zaangażowany w dialog z judaizmem, był członkiem Komisji Konferencji Episkopatu Polski ds. Dialogu z Judaizmem.
Pochowany na cmentarzu przy kościele w parafii św. Jana Chrzciciela w Pawłowicach.
W 2003 został laureatem nagrody „Za zasługi dla Gminy Pawłowice”. Upamiętniony w Panteonie Górnośląskim.